# Hercostomus saetosus
Hercostomus saetosus är en tvåvingeart som beskrevs av Yang och Saigusa 2002. Hercostomus saetosus ingår i släktet Hercostomus och familjen styltflugor.
Artens utbredningsområde är Shaanxi (Kina). Inga underarter finns listade i Catalogue of Life.